# Caleb Rand Bill
Caleb Rand Bill, född 9 januari 1806 i Billtown, Nova Scotia, död 1872, var en kanadensisk politiker, medlem i den kanadensiska senaten. Bill var bonde till yrket.
Han representerade Nova Scotias senatoriska division fram till sin död.